# 캄앤씨
《캄앤씨》(러시아어: Иди и смотри)는 1985년 공개된 소련의 전쟁 비극 영화이다.

## 출연

### 주연
- 알렉세이 크라브첸코
- 블라다스 바그도나스
- 리우보미라스 라우시아비시우스